# Розит, Дав Петрович
Дав (Давид) Петро́вич Ро́зит (Dāvis Rozītis) (9 сентября 1895, хут. Руик, Бальскенская вол. Валскского уезда Лифляндской губ. — 1 июля 1937, Москва) — советский экономист, политик, хозяйственный деятель, участник «правой оппозиции».

## Биография
Из латышской семьи. Учился в Житомирском сельскохозяйственном училище. В 1916 г. был арестован за революционную пропаганду. Член РКП(б). В 1917—1918 гг. — председатель Вилькенского волостного Совета. В 1918 г. агент продовольственного комитета (Москва, Омск). Участник Гражданской войны, в партизанских отрядах в Сибири. Затем заведующий подотделом сельскохозяйственных коммун Пермского губернского земельного отдела, заместитель комиссара земледелия Уральского СНК, инструктор Латышской секции при ЦК РКП(б), секретарь уездного комитета РКП(б) в Смилтенском уезде (Латвия). С ноября 1919 г. — слушатель военно-командных курсов РККА. Комиссар полка особого назначения 15-й армии, участник подавления Кронштадтского мятежа (1921).
С 1921 г. учился в Коммунистическом университете имени Я. М. Свердлова, окончил Институт красной профессуры (1921—1924), экономист. Заведовал рабочим факультетом 1-го Московского государственного университета. Входил в бухаринское окружение. Боролся с Троцким. Работал в аппарате ЦК (ответственный инструктор). Член Центральной Контрольной Комиссии ВКП(б) (1924—1930), заведующий (управляющий) сельскохозяйственной секцией Народного комиссариата рабоче-крестьянской инспекции РСФСР и член коллегии Народного комиссариата земледелия РСФСР. По поздней оценке коммунистки-троцкистки, мемуаристки Е. Драбкиной, «человек необыкновенной чистоты и высочайшей моральной стойкости и красоты».
Выступил в защиту Бухарина и его идей на Объединённом пленуме ЦК и ЦКК ВКП(б) на котором в апреле 1929 г., где был разгромлен «правый» бухаринский уклон. Подвергся жесткой критике И. Сталиным:
Я вижу, что Розит поклялся услужить Бухарину. Но услуга у него получается самая медвежья, ибо он, желая спасти Бухарина, на самом деле топит его без остатка. Недаром сказано, что «услужливый медведь опаснее врага» [общий хохот [в зале] …Слепков, Марецкий, Петровский, Розит и т. д. <…> смахивают скорее на либералов, чем на марксистов…
С 1929 г. председатель Средне-Азиатской государственной плановой комиссии, заместитель председателя Средне-Азиатского Экономического Совета, член коллегии-начальник планово-экономического отдела наркомата земледелия Казахстана. Редактировал журнал «Экономика и жизнь». С апреля 1932 г. в Узбекистане. Поддержал инженера Константина Дреннова, обосновывавшего строительство гидростанций и комбината удобрений (селитры) на реке Чирчик. Его идея заключалась в том, чтобы, используя метод электролиза, получать селитру в промышленных масштабах без употребления кокса. Селитру предполагалось использовать в военных целях. С 1932 г. — начальник государственного строительного управления «Чирчикстрой» (на строительстве Чирчикского электрохимического комбината и Чирчик-Бозсуйского каскада ГЭС). Стройку называли «Среднеазиатским Днепростроем». По значимости для страны эта стройка не уступала Магнитогорскому комбинату, а по объёмам превышала Днепрогэс. Строились плотина, деривационный канал. Были заложены здания электростанций: одна, Тавакская, в 7 километрах от плотины, другая, Комсомольская, в 16 километрах. Отдельно закладывались оросительные каналы. Все сооружения были разбросаны вдоль реки Чирчик более чем на 40 километров. Работу осложняли дефицит квалифицированных кадров, нехватка оборудования, техники, плохие условия жизни вольнонаемных строителей-декхан. Доставлять каждое утро рабочих на объекты было нечем, поэтому у каждого из них был построен временный барачный поселок. Поселков таких было десять. На месте самого крупного поселка, Комсомольского, был заложен социалистический город Чирчик (город), для эксплуатационников ГЭС и работников азотно-тукового комбината.
Жил в Ташкенте (ул. Обсерваторская, 14). В 1936 г. в Ташкенте встретился с Бухариным, который ехал в отпуск на Памир. Арестован 3 января 1937 г., обвинен во вредительстве и доставлен в Москву. Якобы дал показания следующего характера: «…террор у нас явление не случайное. Бухарин воспитывал у нас и культивировал исключительную ненависть к Сталину и его соратникам. Я не помню ни одного совещания, ни одной встречи с Бухариным, где бы он не разжигал этой ненависти. В связи с этим мне припомнилось выражение Слепкова о том, что ненависть к Сталину священная ненависть».
Военной коллегией Верховного суда приговорен 1 июля 1937 г. по обвинению в участии в контрреволюционной террористической организации к высшей мере наказания и в тот же день убит. Прах на Донском кладбище.

Местный официоз сообщил об этом от имени рабочих ранее подконтрольного ему предприятия: 
«…Эти предатели Родины — Икрамов, Ходжаев, Розит приложили свою грязную лапу и к строительству «Чирчикстроя». Своими вредительскими действиями они затягивали сроки окончания стройки, разбрасывали на ветер государственные средства и выживали честных людей со стройки. Вместе с тем они засоряли стройку чуждыми людьми, бандитами всех мастей. Мы, коллектив «Чирчикстроя», единодушно приветствуем вынесенный приговор Верховного суда об уничтожении этой подлой шайки бандитов-наймитов фашизма».
Реабилитирован посмертно 22 февраля 1958 г. определением Военной коллегии Верховного суда СССР. Имя Розита носила улица в Чирчике.

## Семья
- Брат — Август (1903, усадьба Вецруйкас, Валкский уезд, Латвия — 3 февраля 1938, Москва), заведующий технологическим бюро механосборочного цеха № 1 автозавода им. Лихачева. Арестован 11 декабря 1937 г. Осужден 25 января 1938 г. за принадлежность к контрреволюционной группе на заводе им. Лихачева. Убит. Прах на Бутовском полигоне. Реабититирован в 1957 г.
- Жена — Лидия Ивановна Розит, Вагранская (Гончарко) (11 октября 1909—2000). Репрессирована, дважды отбывала срок в лагере. Реабилитирована, жила в Москве. Прах в колумбарии Новодевичьего кл. в Москве.
- Сын — Вильгельм (1934—1994), после ареста родителей скитался. Жил в Москве.

## Сочинения
- Партия и Советы в деревне. М.: Гудок, 1925. 31 с.
- Проверка работы низового аппарата в деревне. Осн. итоги проверки низового аппарата членами ЦКК РКП(б) в 12 уездах и округах СССР. М.:

Изд-во НКРКИ СССР, 1926. 96 с.
- Расстановка классовых сил в переходный период (Общая характеристика условий строительства социализма при диктатуре пролетариата) // Большевик. 1927. № 23-24 (31 декабря). С. 10-20.
- Итоги и дальнейшая работа по землеустройству на пятилетие 1928-29 — 1932-33 гг.: Тезисы доклада / IV Всерос. совещание зем. органов 05.01.-1929. М.: Новая деревня, 1929. 24 с.
- Земельная политика эпохи социалистической реконструкции: Доклад о новом Земельном кодексе РСФСР. М.; Л.: Новая деревня, 1930. 125 с.
- Чирчикстрой. Ташкент: Гос. изд-во УзССР, 1935.